# 宇宙ステーション

歴代の宇宙ステーション。2022年現在はISSとCSSが運用中である

宇宙ステーション（うちゅうステーション、英: Space station、露: Орбитальная станция、中: 空间站）は、地球の軌道上などの宇宙空間にあり、人間がそこで生活し続けられるように設計されている人工天体のことである。

## 概要
宇宙ステーションは、広義には宇宙船の形態の一種である。しかし単独で機能する有人宇宙船と違い、必ずしも宇宙飛行士を載せた状態で打ち上げられたり、推進・着陸のための設備を持つとは限らない。主として長期にわたる軌道上の生活に特化して設計されているものを指す。地球と宇宙ステーション間で人員や物資を輸送するには、そのための機能を持った有人宇宙船や補給船が別個に必要となる。
これまでに実現した宇宙ステーションは全て地球の衛星軌道上に建設されており、科学研究、特に長期の宇宙滞在における人体への影響の研究などを目的としている。また、一部は軍事ミッションを行っており、武装が施されていたものも存在した。
衛星軌道上を運行するステーション内部は無重力状態となるので、乗員の宇宙飛行士達は船内で浮いた状態で生活する。船内を歩く必要がないため、内壁は様々な機器で埋め尽くされている。

### 世代
旧ソ連（後のロシア）では、宇宙ステーションを以下の3つの世代に分類していた。
第1世代
搭乗者の入れ替えや補給が想定されていない滞在期間の限られた宇宙ステーション。

第2世代
帰還用の宇宙船をドッキングした状態で、交代要員の乗った宇宙船や物資の補給船とのドッキングを可能とし、ステーションを無人にすることなく、常時活動できる宇宙ステーション。

第3世代
多数のドッキングポートを有し、複数の異なる機能を持ったモジュールから構成される大型宇宙ステーション。

## 運用終了した宇宙ステーション

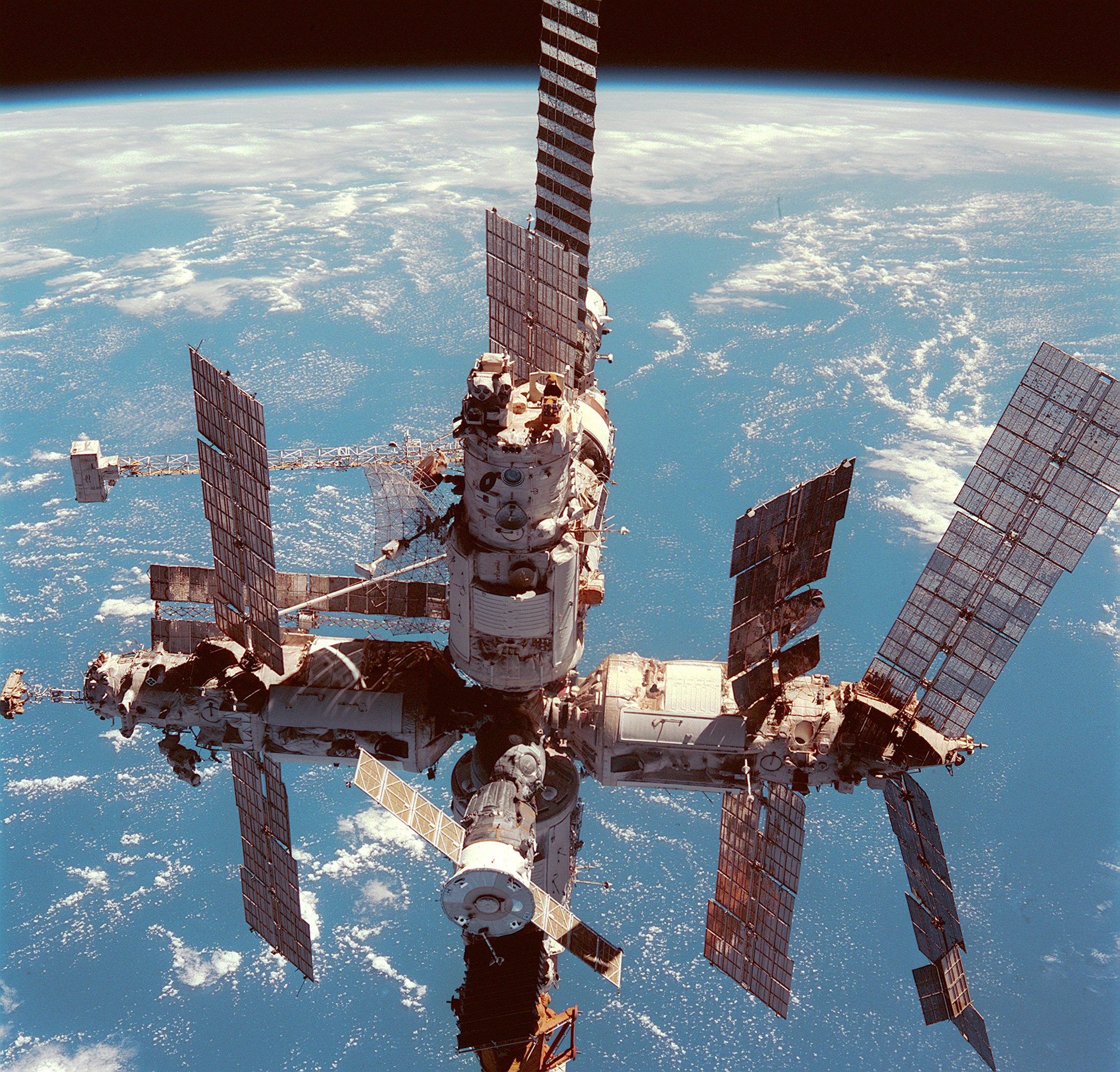
ミール

サリュート
ソビエト連邦の宇宙ステーション。世界で初めて打ち上げられた宇宙ステーションであり、1号から7号までが建造された。
1971年から1985年まで運用。1991年に最後の7号が大気圏に再突入した。
アルマース
軍事目的で建造された2・3・5号の別称、自衛用に機関砲を装備していた。
コスモス557号
本来は3番目のサリュートであったが、故障により目的軌道への投入が不可能となり、宇宙ステーションとして運用されないまま大気圏に再突入した。既に西側諸国のレーダーに捕捉されていたため、コスモス衛星と偽装している。

スカイラブ1
アメリカの宇宙ステーション。1973年から1974年まで運用。
4度の打ち上げが行われたが、スカイラブ1以降の2号から4号はスカイラブ1への往復に用いられる有人宇宙船である。1979年に大気圏に再突入した。

ミール

サリュートの後継として開発されたソビエト連邦の宇宙ステーション。1986年から1999年まで運用。複数のモジュールからなる初の宇宙ステーションで、打ち上げ以降も多数のモジュールが追加され、最終的に7つのモジュールから構成された。
2000年に商業利用用に大規模修理を受けるが、後に廃棄が決定され、2001年に大気圏に再突入した。

天宮1号
中国の宇宙ステーション試験機。本格的な宇宙ステーション建造のための試験機であり、主目的はランデブー・ドッキング技術の習得であることから「目標飛行器（ターゲット機）」と位置付けられた。このため宇宙飛行士が滞在できる期間は長くないが、小規模ながらも実験室を持っていた。
2011年9月に打ち上げられ、2012年6月以降2度の有人運用を行った。2013年6月に帰還した神舟10号が最後の有人ミッションであり、以降は無人運用が続けられていたが、2016年3月に機能を喪失、2018年4月2日に大気圏に再突入した。

天宮2号
中国の宇宙ステーション実験機で、宇宙実験室と位置付けられている。1号の改良型（8.6トン級）で、滞在期間の延長や実験設備の改良が行われている。
2016年9月に打ち上げられた。同年10月18日に神舟11号がドッキングし、1カ月間の有人運用を行った。以降は無人運用のみとなり、2017年4月に新型の無人補給船の天舟1号による補給ミッションが行われた。2019年7月19日に大気圏に再突入した。

ジェネシス
ビゲロー・エアロスペース社の宇宙ステーション試験モジュール。2006年7月にジェネシスI、2007年6月にジェネシスIIが打ち上げられた。民間によって初めて軌道上に投入された宇宙ステーションで、軌道上で無人試験を行うのためのモジュールであった。
NASAのトランスハブの設計を基にした膨張式モジュールを採用しており、その技術は後にISSのBEAMへと活かされた。

## 運用中の宇宙ステーション

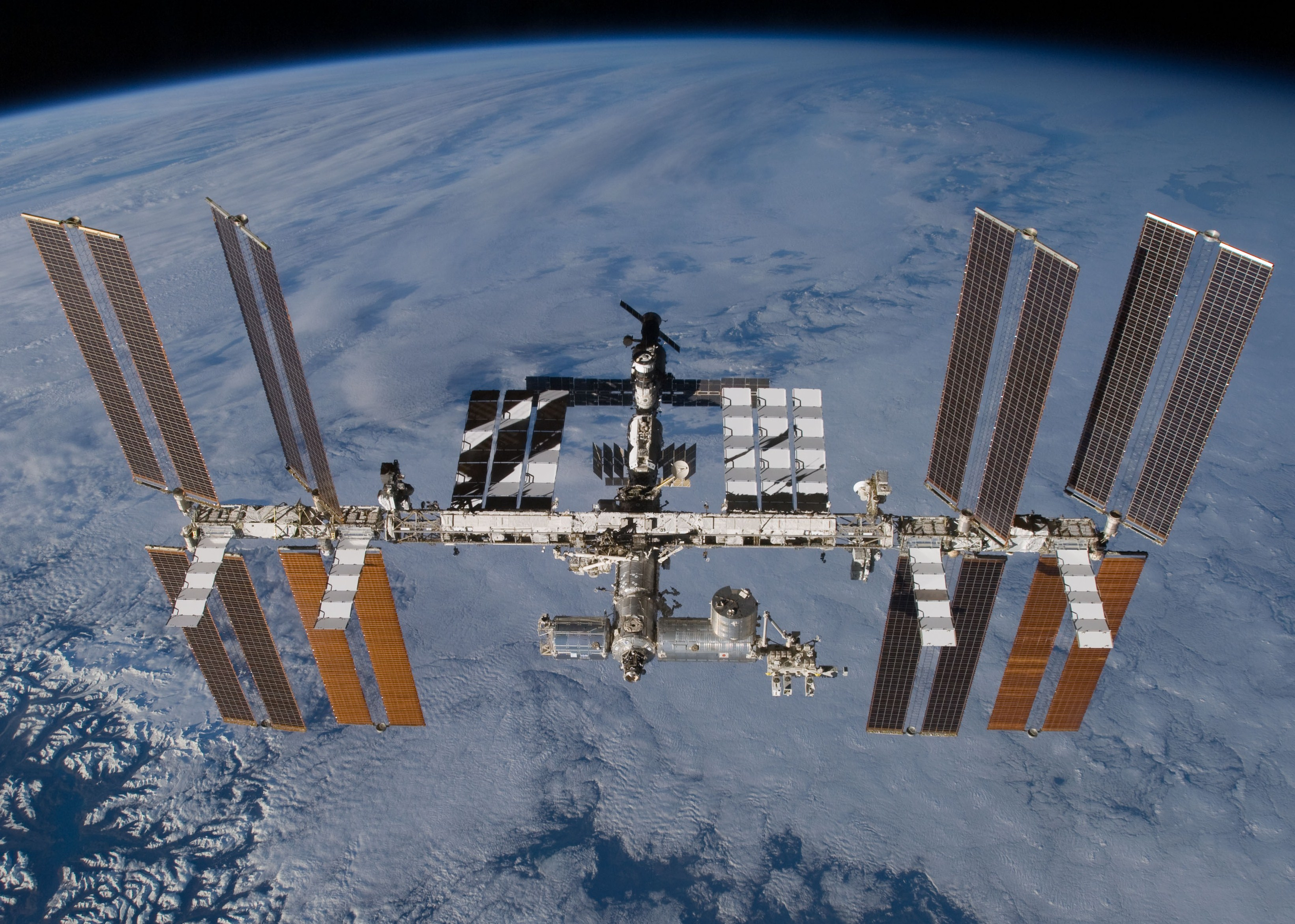
国際宇宙ステーション

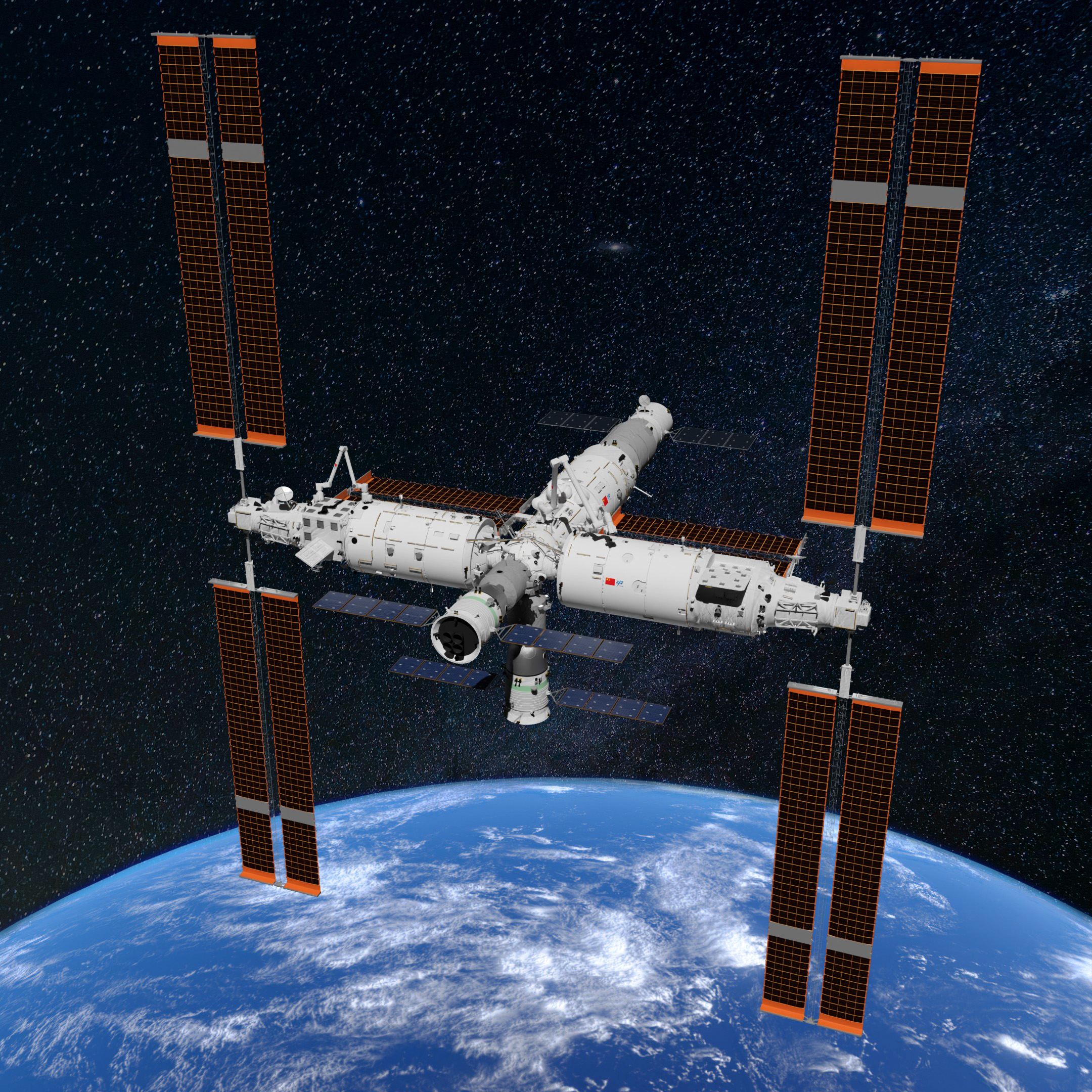
中国宇宙ステーション

国際宇宙ステーション (ISS)
1984年にアメリカで構想されたフリーダム宇宙ステーション計画をベースに、ロシアのミール2（後のズヴェズダ）や新型宇宙ステーション（後のザーリャ）、ヨーロッパ各国や日本で計画されていたモジュールを統合して、再設計された複数モジュールからなる世界最大の宇宙ステーション。
アメリカ、ロシア、カナダ、日本、欧州宇宙機関（ESA）加盟の各国（ベルギー、デンマーク、フランス、ドイツ、イタリア、オランダ、ノルウェー、スペイン、スウェーデン、スイス、イギリス）の15カ国が共同で開発（他にブラジルがNASAを介して間接的に協力）しており、主要な研究機関としてアメリカ航空宇宙局 (NASA)、ロシア連邦宇宙局 (RFSA)、日本宇宙航空研究開発機構 (JAXA)、カナダ宇宙庁 (CSA)、ESAが参加している。
1998年の打ち上げから始まった建設開始以降、現在も運用中。地球から国別に打ち上げられた50以上のモジュールやパーツから構成されており、その総重量は約420トンにも及ぶ、地球軌道上最大の人工物である。一応の完成を迎えて以降も内・外装機器の更新・変更、モジュールの追加が随時行われてはいたが、老朽化などの理由により2030年に運用終了する予定。

中国宇宙ステーション (CSS)
中国の宇宙ステーション。天宮シリーズの完成型で、2021年より運用が開始されている。定員3名、最大6名の宇宙飛行士が滞在できる。
5個のドッキングポートを持つコアモジュール「天和」に実験モジュール「問天」「夢天」が固定係留され、残りのポートに往還と係留用の宇宙船「神舟」2隻と無人補給船「天舟」がドッキングする。総重量100トンと旧ソ連のミールに匹敵する規模であり、今後の拡張の余地も残されている。
2021年4月29日に最初のモジュール「天和」が長征5号Bで打ち上げられた。2021年6月には神舟12号がドッキングし、有人運用が開始された。2022年10月には最後のモジュールが打ち上げられ、2022年11月30日にドッキングした神舟15号のミッションによる検証や調整をもって2022年12月に建設が完了した。

## 計画段階の宇宙ステーション

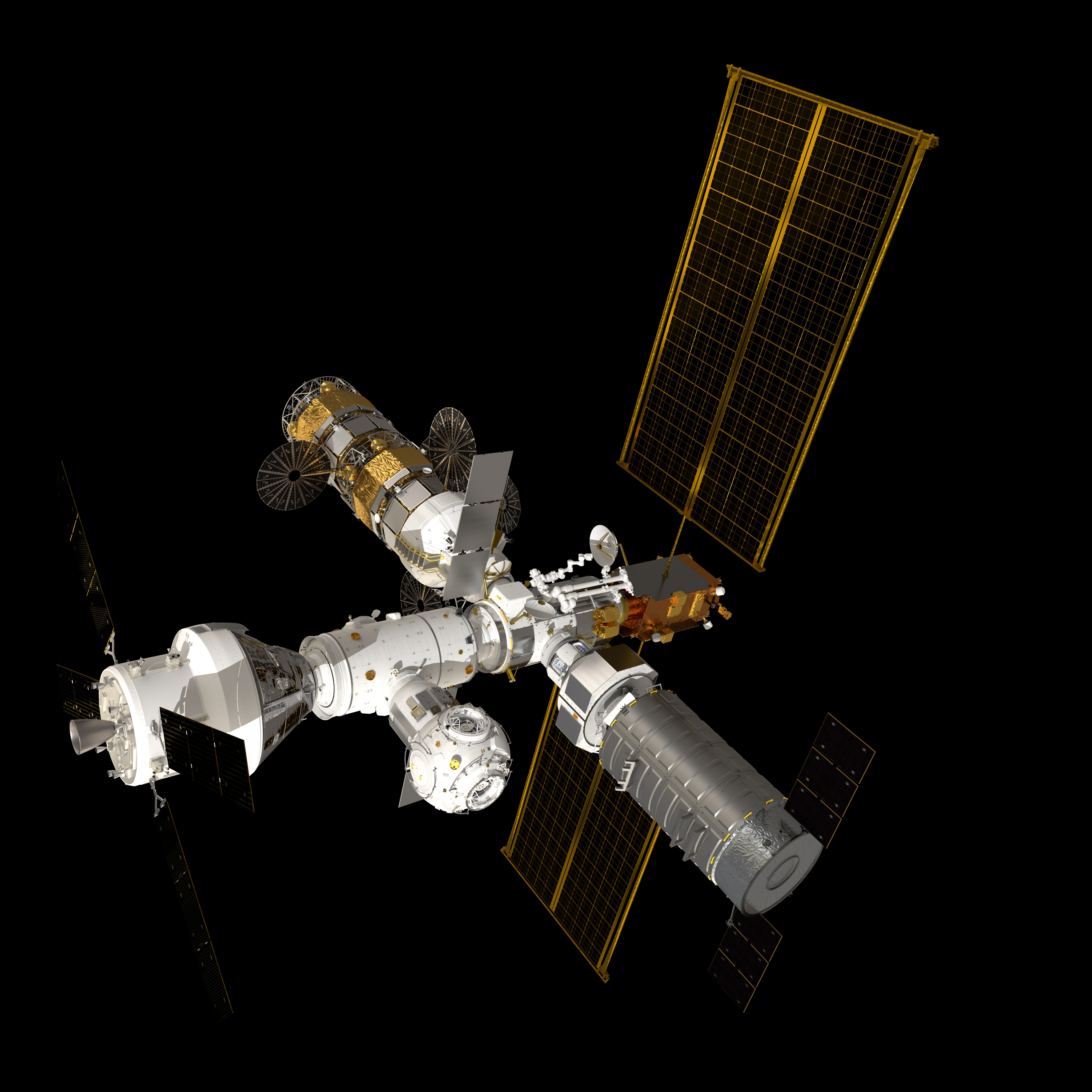
月軌道プラットフォームゲートウェイ

月軌道プラットフォームゲートウェイ (LOP-G)

アメリカのNASAが主導する月の軌道又は月周回軌道への新しい宇宙ステーションの建設計画。2020年代に建造開始を予定している。
規模としてはミニチュアサイズで、滞在可能な宇宙飛行士は4人。構成モジュールも「電力・推進力」「居住」「輸送」「エアロック」の4基とシンプルになっている。成功すれば最も地球から離れた場所に設置された宇宙ステーションとなり、さらに2030年代予定されている火星有人探査に使用される大型宇宙船深宇宙輸送機 (DST)（重量41トン、4人の乗組員が火星への往復4年間生活可能。使い捨てではなく、LOP-Gで乗員の入れ替えや物資の補給を行う事で再使用可能）の建造・試験・補給拠点としての利用が計画されている。

OPSEK
ロシアが2010年代に計画していた宇宙ステーション。2024年のISS運用終了の前に、新たに幾つかのモジュール打ち上げ、ISSのロシアモジュールの一部として順次ドッキングする形で建造を行い、ISS運用終了時に構成要素となるモジュールをISSから切り離して、再構成することで単独の宇宙ステーションとなる。ISSに比べて小型になるが、機能的には同等の物を維持し、ミニチュア版といってもよいものを目指していた。
後にロシアはISSに2028年まで参加延長することを発表しており、ISSからモジュールを流用せず、周回軌道もISSと全く異なる新規の宇宙ステーション建造を検討している。

日本宇宙ステーション (JSS)
JAXAで構想している小型宇宙ステーション。
ISS運用予定が短かった頃に構想されたもので、運用終了時に廃棄されるモジュールから設計上10年程度寿命の残っているきぼうを回収し、発展型HTVによって独自の居住モジュールやドッキングモジュール、太陽電池アレイ、推進モジュール（場合によっては打ち上げに使ったHTVの与圧キャリアや推進モジュールを流用する）を打ち上げ、組み合わせる予定であった。
日本は人工衛星や無人探査機はいくつも成功させているが、逆に有人での往還技術や長期間稼働できる生命維持システムを未だ持っていないため、構想の域を出ない。
2024年現在、JAXAはISSときぼうモジュール運用終了後の方針について、「日本独自の宇宙ステーションの建造」を選択肢としては検討しているものの、費用対効果などの観点から実現は困難とし、アメリカの商業宇宙ステーションへ日本の開発したモジュールを接続する形での低軌道有人活動の継続を目標としている。

バーラティヤ・アンタリクシャ・ステーション
インドが独自に計画している20トンの小型宇宙ステーション。2019年にISROから発表され、最初のモジュール打ち上げを2028年に予定している。最終的には2035年を目途に、複数のモジュールから成る35トンの宇宙ステーションへ拡張される予定。
3.7トンのカプセル型有人宇宙船ガガニャーンを発展させたもので、乗組員は2〜3名。常時の有人運用は想定せず、一度の滞在期間は15〜20日間ほど（微小重力での科学実験を行うには十分としている）だが、使い捨てではなく、宇宙船からの補給で数年に渡って使用できるという。

商業用宇宙ステーション
いくつかの民間宇宙企業により、建造が計画されている。2021年には、NASAがISS運用終了後を見据えた代替となる宇宙ステーションの確保を目的として、商用地球低軌道開発プログラム（CLD）を開始し、2024年現在以下のオービタル・リーフとスターラブの二つが資金提供を受けている。
オービタル・リーフ
ブルーオリジン社やシエラ・ネヴァダ・コーポレーション社などが2020年代後半の運用開始を目指し開発中の宇宙ステーション。膨張式モジュールによりISSと同規模の広さを持つ。ISS終了後の民間移管先となることを企図している。
アクシオム・ステーション
現在ISSへの民間宇宙旅行を提供しているアクシオム・スペースが開発中の宇宙ステーション。2026年に打ち上げ予定のAxH1（ハブ・ワン）モジュールを皮切りに複数のモジュールを接続していき、まずはISSの一部分（アクシオム軌道セグメント）として完成させ、ISSの運用終了後に切り離して独自の宇宙ステーションとする計画だった。
しかしISSの軌道離脱のためのモジュールを早期に結合するために計画が見直され、ペイロード・電力・熱モジュール「AxPPTM（Payload Power Thermal Module）」が最初に打ち上げられることになった。これはISSに結合したあと2028年に離脱する予定。そのうえで、最初に打ち上げるはずだったAxH1（HAB-1）が2番目のモジュールとして結合され、この時点（2028年）で独立した宇宙ステーションとして運用が可能になるという計画である。
スターラブ
ボイジャー・スペースとエアバスが出資する合弁企業であるスターラブ・スペースが2028年の運用開始を目指して開発中の宇宙ステーション。また、当初はCLDの資金提供を受け独自のステーション建造を計画していたノースロップ・グラマンも、補給船としてシグナス宇宙船を提供する形で参画している。ISSの半分程度の容積を持つ単一の大型与圧モジュールと機械モジュールから成るステーションで、スペースXのスターシップを用いて打ち上げられる予定。ステーションの運用目的については、観光ではなく研究と工業に特化した施設にするとしている。
ヘイヴン1
アメリカの民間宇宙企業ヴァストが開発中の宇宙ステーション。最速で2025年8月にファルコン9ロケットでの打ち上げを予定しており、ステーションを回転させて月面レベルの人工重力を発生させる実験などを行うとしている。
ヘイヴン2
ヘイヴン1を発展させたもので、2028年の打ち上げを目指す。ヴァストはISSの後継と位置付けている。2つのドッキングポートを持っており、モジュールを追加できる。その後もモジュールが追加され、最終的には十字型の大規模なものになる予定。

## 未来の宇宙ステーション

### 外壁
20世紀中に運用された宇宙ステーションはいずれも剛体の外壁を持ったものだったが、2000年代以降は柔らかい素材で作られた膨張式の宇宙ステーション（膨張後はコンクリート並みの強度を持つ）の開発が進められている。この型式のステーションには、重量や価格に対して大きな居住スペースを確保できるという利点がある。ビゲロー・エアロスペース社が打ち上げた試験用の宇宙ステーションが膨張式の構造を採っているほか、NASAといった公的な宇宙開発機関でも検討が行われている。

### 人工重力
宇宙ステーションは自由落下中であるため、そのままでは内部は無重量状態（実際は微重力）である。そのため、長時間生活することによって筋肉が衰えたり、骨からカルシウムが溶け出したりするなどの悪影響が出る。また、無重量状態においては、気を付けていないとものが散乱してしまうため、ものの取り扱い、特に液体や粉末状の物などの取り扱いに十分な配慮が必要である。そこで遠心力を利用して、重力が発生しているのと同じような環境を作れるような宇宙ステーションが考案されている。
実験レベルでは国際宇宙ステーションでも遠心力で重力を生み出すモジュールセントリフュージが予定されていた。これは実際に日本で開発が進んでいたが、運用するアメリカ側が2005年に中止を決定したため実用には至っていない。その後、国際宇宙ステーションでは新たに人工重力の評価実験を行うISSセントリフュージ デモンストレーションも構想されている。
SF作品にはそのような施設が数多くあり、回転軸を中心にした、車輪状の形状をした宇宙ステーションが考案されている。SF映画『2001年宇宙の旅』に出てくる宇宙ステーションがその代表的な例である。このタイプの宇宙ステーションは、スペースコロニーとも重なり、遠心力を擬似重力として利用した生活空間を内包する。